# Zahínos
Zahínos és un municipi de la província de Badajoz, a la comunitat autònoma d'Extremadura.

## Personatges il·lustres
- Suceso Portales, anarcofeminista membre de Mujeres Libres